# Dynic-observatoriet
Dynic-observatoriet är ett observatorium i Kyoto prefektur i Japan. Det byggdes av Dynic Corporation och öppnade 1987.